# 1994년
1994년은 토요일로 시작하는 평년이다.

## 사건
- 1월 7일 - 개인정보보호법(공공기관의 개인정보보호에 관한 법률)이 제정되다.
- 동학농민운동 100주년.
- 2월 18일 - 사이비 종교 문제를 폭로해 오던 탁명환 국제종교문제연구소장이 당시 대성교회의 운전수이자 신학생이었던 임홍천에게 살해되다.
- 3월 3일 - 경기도 용인군 외사면 근삼리 야산에 공군 제15전투비행단 소속 UH-60 블랙 호크 헬리콥터가 추락해 조근해 공군 참모총장을 포함한 탑승자 6명 전원이 사망하다.
- 3월 10일 - 서울특별시 종로5가 지하통신구 화재 사고가 일어나다.
- 3월 23일 - 러시아항공의 아에로플로트 593편 추락 사고가 발생, 75명이 사망했다.
- 4월 5일 - 미국의 록그룹 너바나의 커트 코베인이 자택서 숨진 채 발견됐다.
- 4월 26일 - 중화항공 140편 추락 사고가 발생해 승객 264명이 사망했다.
- 4월 27일 - 넬슨 만델라가 남아프리카 공화국 대통령으로 당선되면서 아파르트헤이트 완전 폐지를 선언하였다.
- 4월 30일 - 북한의 여만철과 그 가족 5명이 대한민국으로 귀순하다.
- 5월 10일 - 넬슨 만델라, 남아프리카 공화국 첫 흑인 대통령에 취임하다.
- 6월 ~ 8월 -  대한민국에 건국 이래 최초로 전국 최고 기온 38.4도의 폭염이 기승을 부렸다.
- 6월 23일 - 철도파업, 서울 지하철과 부산 지하철 연대파업에 들어갔다.
- 6월 30일 -  일본 무라야마 도미이치 내각이 출범하다.
- 7월 2일 - 콜롬비아의 축구 선수 안드레스 에스코바르가 자책골을 넣었다는 이유로 괴한의 총격으로 살해되다.
- 7월 8일 - 조선민주주의인민공화국 김일성 주석이 심근경색으로 사망하다.
- 7월 16일 - 슈메이커-레비 9 혜성이 목성과 충돌하다.
- 7월 27일 - 갑오개혁 100주년.
- 8월 1일 - 청일 전쟁 발발 100주년.
- 8월 10일 -  대한민국 제주도 제주국제공항에서 대한항공(KAL) 활주로 이탈사고가 발생하다.
- 8월 15일 - 대한민국의 김영삼 정부가 민족공동체통일방안을 제시하였다.
- 8월 25일 - 박홍 서강대학교 총장, 여의도클럽 토론회서 주사파 발언으로 논란을 일으키다.
- 9월 10일 - 국가권력 감시와 시민권리 증진을 위한 시민단체인 "참여민주사회와 인권을 위한 시민연대"(현 참여연대) 발족
- 9월 21일 - 연쇄살인 사건을 일으켰던 지존파가 경찰에 체포되다.
- 9월 23일 - 북핵문제: 제38차 국제원자력기구(IAEA) 연차총회에서 조선민주주의인민공화국에 대해 핵안전협정 전면이행을 촉구하는 결의안을 채택하다.
- 10월 1일 - 팔라우 독립.
- 10월 2일 - 일본 자위대 병력 470명이 르완다에 제2차 세계 대전 종전 이후 처음으로 해외에 파견.
- 10월 6일 - 양평 일가족 생매장 사건의 범인 오태환과 이득화 유괴 살인 사건의 범인 문승도 등 흉악범 15명에 대한 사형이 집행되었다.
- 10월 21일 - 대한민국 서울특별시에서 성수대교 붕괴 사고가 일어났다.
- 10월 24일 - 대한민국 충청북도 단양군에서 충주호 유람선 화재 사고가 일어나다.
- 11월 13일 - 스웨덴, 국민투표로 유럽 연합 가입을 결정하다.
- 11월 16일 - 해양법에 관한 유엔 협약이 발효되다.
- 11월 20일 - 남산 외인아파트가 폭파 후 해체되다.
- 11월 29일 - 서울 1000년 타임캡슐이 매설되었다.
- 12월 7일 -  대한민국 서울에서 아현동 도시가스 폭발 사고가 일어나다.
- 12월 15일 -  팔라우,  유엔 가입.
- 12월 16일 - 대한민국 국회 본회의 WTO 비준동의안이 찬성 1백 52, 반대 58, 기권 1의 표결로 가결되다.

## 문화
- 1월 - 음성다중 영상동요가 출시되다.
- 1월 7일 - 빨간 망토 차차의 방영 시작.
- 1월 8일 - 서울의 달 방영 시작.
- 1월 19일 - 서울특별시 마포구 상암동에서 도로교통공단 서부운전면허시험장이 개장하였다.
- 1월 26일 - MBC TV의 채널에 방영을 한 MBC 뉴스데스크에서는 공보처를 위성방송 및 케이블TV를 허용을 하고 KBS 1TV의 채널에서 광고방송(상업광고방송)을 폐지를 시켜서 수신료징수개도개선을 하려고 하다.
- 2월 1일 - 대우자동차(한국GM의 전신)에서 아카디아를 시판하다.
- 2월 6일 -  미국의 팝 록 밴드인 마룬 5가 결성되었고 카라스 플라워스라는 이름으로 결성되었다.
- 2월 12일~2월 27일 -  노르웨이 릴레함메르에서 1994년 동계 올림픽이 개최되었다.
- 2월 17일 - 나사 연구원 앤 하치가 갈릴레오 호의 사진을 분석하던 중 다크틸을 발견하다.
- 2월 28일 - 미국에서 브래디 권총폭력 방지법이 시행되었다.
- 3월 15일 - 대한민국의 서울도시철도공사(이후 서울교통공사로 통합)가 창립되다.
- 3월 20일 - 어린이 뽀뽀뽀 동요노래방이 출시되다.
- 3월 29일 - 기아자동차에서 아벨라를 시판하다.
- 4월 1일
  - 과천선 금정~사당 구간이 완전개통하여 서울 지하철 4호선과 직결하기 시작하였다.
  - 현대자동차에서 엑센트를 시판하였다.
- 4월 2일 - 일본에서 몬타나존스를 방영을 하다.
- 4월 15일 - 어린이 만화 동요 노래방의 출시되다.
- 4월 20일 - 한국케이블TV방송협회 설립.
- 5월 1일 - 하승무 부산국제포럼 편집주간, 한겨레문학에서 박재삼 시인 외 2인의 추천으로 문단에 등단하다.
- 5월 6일 - 영국과 프랑스를 잇는 채널 터널이 완공되다.
- 5월 20일
  - 잡지 영챔프가 창간되다.
  - 대우자동차(한국GM의 전신)에서 씨에로를 출시하다.(시판은 같은 달 23일)
- 6월 6일 - MBC 미니시리즈 사랑을 그대 품안에의 방송이 시작되다.
- 6월 9일 - KBS1의 채널에서 방영한 KBS 뉴스 9에서는 KBS 1TV의 광고방송(상업광고방송)이 사라진다는 뉴스를 보도했고 가을 개편에 따라 수신료 징수 제도를 개선하겠다고 밝혔다.
- 6월 17일 ~ 7월 17일  미국에서 1994년 FIFA 월드컵이 개최되었다.
- 6월 24일 - 영화 라이온 킹이 개봉되다.
- 7월 7일
  - 서해안고속도로의 능해 나들목에서 안산 분기점 구간이 개통됐다.
  - 제2경인고속도로 서창 분기점 ~ 광명 나들목 구간이 개통되었다.
- 7월 9일 - 삼각지 고가차도가 철거되었다.
- 7월 11일 - KBS 1TV의 채널에서 오전 5시 30분부터 6시 27분까지 광고 14개를 때려갔다.
- 7월 17일 - 제15회 월드컵 대회가 브라질의 통산 4번째 우승으로 폐막하다.
- 7월 23일 - KBS 1TV의 채널이 광고방송(상업광고방송) 폐지를 하겠다고 폐지 결정을 했고, 수신료징수제도가 10월 1일부터 바뀐다고 KBS 1TV의 채널인 KBS 뉴스 9 및 MBC TV의 채널은 MBC 뉴스데스크에서 방영을 했다.
- 7월 25일 - 드라마 영웅일기의 방송이 시작되다.
- 8월 29일 - 삼성전자 256메가 D램을 세계 최초로 개발하다.
- 9월 1일 - 분당선 수서 ~ 오리 구간이 개통되었다.
- 9월 4일
  - 태권도가 2000년 호주 시드니 올림픽에 정식종목으로 채택되었다.
  - 간사이 국제공항이 개항하였다.
- 9월 14일 -  프랑스에서 영화 레옹이 개봉되었다.
- 9월 21일 - 윈도우 NT 3.5가 출시되다.
- 9월 30일 - 한국방송공사에 KBS 1TV의 채널 및 KBS 제1라디오, KBS 제1FM 등 3개 채널은 마지막으로 광고방송(상업광고방송)을 송출 및 KBS 2TV와 KBS 제2라디오는 2개 채널은 광고방송(상업광고방송)을 실시를 했다.[1]
- 10월 1일
  - 한국방송공사에서 수신료징수제도개선을 계기로 KBS 1TV 및 KBS 제1라디오, KBS 제1FM의 3개 채널에서 광고방송(상업광고방송)을 폐지에 따른 KBS 2TV와 KBS 제2라디오는 광고방송(상업광고방송)을 시간 및 편성을 확대하게 되었다.[2]
  - MBC TV와 SBS TV도 광고방송(상업광고방송)을 시간 및 편성을 하게 되었다.
  - 일본 효고현 이타미시에 아쿠아플러스 설립.
- 10월 2일~10월 16일 -  일본 히로시마에서 1994년 아시안 게임이 개최되었다.
- 10월 5일 - 45세 권투 선수 조지 포먼이 마이클 무어를 누르고 최고령 헤비급 챔피언이 되었다.
- 10월 8일 - 대한민국 박경리, 대하소설 《토지》 완간.
- 10월 9일 - 황영조 선수가 히로시마 아시안 게임 마라톤에서 우승하였다.
- 10월 10일 - KBS 1TV에서 《뉴스라인》 첫방송.
- 10월 11일 - 조선민주주의인민공화국, 단군릉 복원공사 완료.
- 10월 18일 - KBS 1TV에서 긴급구조 119를 처음 방영했다.
- 10월 23일 - KBO 리그 한국시리즈 4차전에서 LG 트윈스가 태평양 돌핀스를 3대 2로 꺾고 시리즈 전적 4승으로 1990년 이후 4년만에 통산 2번째 우승을 달성하였다.
- 11월 22일 - 세가 새턴 출시.
- 11월 23일 - 대한민국, 1995학년도 대학수학능력시험 실시하다.
- 11월 29일 - 서울1000년 타임캡슐을 매설하다.
- 12월 3일 - 소니 컴퓨터 엔터테인먼트에서 플레이스테이션 출시.
- 12월 9일 - 아케이드 게임 철권이 출시되다.
- 12월 24일 - 부산광역시 동서고가로 낙동대교 ~ 문현램프 전구간 개통.
- 12월 26일 - 온라인 게임 개발 회사 넥슨 설립.
- 12월 30일 - KBS 가요대축제와 KBS 연예대상이 KBS 1TV의 채널에서 KBS 2TV의 채널로 옮겼다.
- 12월 31일
  - 대한뉴스가 49년만에 2,040회를 끝으로 방영 종료.
  - KBS 연기대상이 KBS 1TV의 채널에서 KBS 2TV의 채널로 옮겨 방송을 하다.[3]
- 날짜 미상
  - 파리-다카르 랠리가 파리에서 개최되다.
  - 대한민국이 IC 칩 방식의 공중 전화를 도입하였다. 그러나 공중전화 사용자의 감소와 비싼 단가로 인해 KT(당시 한국통신)는 2002년에는 IC 일반 카드, 2003년에는 IC 광고 카드가 단종되고 기존의 마그네틱 방식의 공중 전화 카드만을 발행하게 된다.

## 탄생

### 1월
- 1월 1일 - 대한민국의 뮤지컬 배우 황휘.
- 1월 2일
  - 대한민국의 가수 정민 (BF).
  - 대한민국의 아나운서 남현종.
- 1월 3일
  - 대한민국의 야구 선수 김융.
  - 대한민국의 야구 선수 최항.
  - 대한민국의 축구 선수 김시우.
- 1월 4일
  - 대한민국의 배우 최예슬.
  - 대한민국의 래퍼 퀸 와사비.
  - 대한민국의 전 축구 선수 김상욱.
  - 덴마크의 배드민턴 선수 빅토르 악셀센.
- 1월 5일 - 대한민국의 가수 설이랑.
- 1월 6일
  - 대한민국의 배우 최원명.
  - 대한민국의 가수 JAY B (GOT7).
  - 대한민국의 전 리그 오브 레전드 프로게이머 프레이.
  - 스페인의 축구 선수 데니스 수아레스.
- 1월 7일 - 대한민국의 배우 이선빈.
- 1월 8일 - 대한민국의 가수 비쥬.
- 1월 9일 - 우즈베키스탄의 축구 선수 이크롬 알리바예프.
- 1월 10일 - 대한민국의 배우 김예은.
- 1월 11일
  - 대한민국의 카바디 선수 우희준.
  - 대한민국의 가수 서아.
- 1월 12일 - 독일의 축구 선수 엠레 잔.
- 1월 13일
  - 일본의 가수, 영화배우 나카야마 유마.
  - 대한민국의 스타그래프트 프로게이머 이병렬.
  - 대한민국의 야구 선수 류지혁.
  - 대한민국의 가수 신재혁.
- 1월 14일
  - 대한민국의 래퍼 카이 (EXO, EXO-K).
  - 대한민국의 가수 해디.
  - 대한민국의 가수 윤현상.
- 1월 15일
  - 대한민국의 가수 형원 (몬스타엑스).
  - 시리아의 축구 선수 오마르 크르빈.
  - 잉글랜드의 축구 선수 에릭 다이어.
  - 중화인민공화국의 탁구 선수 천멍.
- 1월 17일
  - 영국, 미국의 배우 루시 보인턴.
  - 일본의 성우 우에다 레이나.
  - 대한민국의 가수 지성.
  - 대한민국의 배우 주해은.
- 1월 18일
  - 대한민국의 전 가수 강지영 (카라).
  - 대한민국의 전 가수 공민지 (2NE1).
  - 대한민국의 배우 안승균.
- 1월 19일 - 독일의 축구 선수 마티아스 긴터.
- 1월 20일
  - 대한민국의 래퍼 키썸.
  - 대한민국의 배우 정수환.
  - 브라질의 축구 선수 루카스 피아종.
  - 대한민국의 축구 선수 이창민.
- 1월 21일
  - 대한민국의 가수 강승윤 (위너).
  - 대한민국의 가수 김예림 (투개월).
  - 대한민국의 가수 장희원.
  - 대한민국의 컬링 선수 김경애.
- 1월 22일 - 일본의 코스플레이어 성우 및 가수 에나코.
- 1월 23일
  - 대한민국의 피겨 스케이팅 선수 곽민정.
  - 대한민국의 래퍼 쿠기.
- 1월 24일
  - 대한민국의 전 가수 영재.
  - 대한민국의 펜싱 선수 마세건.
  - 대한민국의 야구 선수 신동훈.
- 1월 26일
  - 영국의 배우 조셉 퀸.
  - 오스트레일리아의 축구 선수 스테프 캐틀리.
  - 대한민국의 기상캐스터 백지원.
- 1월 27일 - 대한민국의 축구 선수 김민준.
- 1월 28일
  - 대한민국의 아나운서 이영은.
  - 대한민국의 전직 스타그래프트 프로게이머 변현제.
- 1월 29일
  - 일본의 성우 사쿠라 아야네.
  - 대한민국의 태권도 선수 김소희.
- 1월 30일 - 대한민국의 가수 소담.
- 1월 31일
  - 대한민국의 뮤지컬 배우 홍준기.
  - 대한민국의 야구 선수 윤대영.
  - 대한민국의 야구 선수 윤형준.
  - 이더리움의 작가 비탈리크 부테린.
  - 대한민국의 배우, 모델 신지수.
  - 미국의 농구 선수 자밀 워니.

### 2월
- 2월 1일
  - 대한민국의 전직 스타그래프트 프로게이머 하늘.
  - 일본의 배우 요시자와 료.
  - 일본의 가수 후지에 레이나. (NMB48)
  - 미국의 래퍼 롤라 브룩.
  - 미국의 배우 줄리아 가너.
  - 영국의 가수 해리 스타일스 (원 디렉션).
- 2월 2일 - 대한민국의 버츄얼 유튜버 레쏘.
- 2월 3일
  - 대한민국의 가수 김효진.
  - 대한민국의 전 리그 오브 레전드 프로게이머·현 게임 해설가 오승주.
- 2월 4일
  - 대한민국의 전직 리그 오브 레전드 프로게이머 피글렛.
  - 미국의 싱어송라이터, 배우 레이 벨로.
- 2월 5일
  - 대한민국의 농구 선수 이종현.
  - 일본의 배우, 성우 코미야 아리사.
  - 일본의 가수, 배우 나카지마 사키.
- 2월 6일 - 대한민국의 유튜버 민쩌미.
- 2월 7일
  - 대한민국의 가수 김진환 (iKON).
  - 대한민국의 전직 리그 오브 레전드 프로게이머 구거.
- 2월 8일
  - 대한민국의 가수 김주나.
  - 홍콩의 펜싱 선수 콩만와이.
  - 튀르키예의 축구 선수 하칸 찰하노을루.
  - 브라질의 축구 선수 도글라스 코치뉴.
  - 일본의 가수, 배우, 사회자, 작가 타카야마 카즈미. (노기자카46)
  - 캐나다의 싱어송라이터 니키 야노프스키.
- 2월 9일
  - 대한민국의 축구 선수 김성우.
  - 유튜브 채널 티키틱의 가수 겸 감독 이신혁.
- 2월 10일
  - 대한민국의 가수 손나은 (에이핑크).
  - 대한민국의 가수 슬기 (레드벨벳).
  - 대한민국의 가수 지영훈.
  - 파라과이의 축구 선수 미겔 알미론.
  - 일본의 아이돌 나카무라 가야노.
- 2월 11일
  - 대한민국의 가수 서지수 (러블리즈).
  - 일본의 축구 선수 스즈키 무사시.
  - 중화인민공화국의 수영 선수 왕순.
- 2월 12일
  - 대한민국의 가수 달수빈 (달샤벳).
  - 일본의 가수 이치카와 미오리. (NMB48)
  - 대한민국의 배우 홍수주.
  - 대한민국의 야구 선수 김민준.
- 2월 13일
  - 네덜란드의 축구 선수 멤피스 데파이.
  - 대한민국의 전 가수, 배우 김재용.
  - 대한민국의 장애인 태권도 선수 주정훈.
  - 대한민국의 뮤지컬 배우 최재웅.
- 2월 14일
  - 영국의 가수 베키 힐.
  - 대한민국의 전직 스타크래프트 프로게이머 김정훈.
  - 대한민국의 유도 선수 윤현지.
  - 대한민국의 래퍼 카이 (EXO, EXO-K).
  - 대한민국의 가수 해디.
- 2월 15일
  - 대한민국의 배우 진세연.
  - 대한민국의 배우 이종화.
  - 대한민국의 래퍼 조타 (매드타운).
  - 대한민국의 배우 이종화.
- 2월 16일
  - 미국의 가수 에이바 맥스.
  - 대한민국의 가수 성주 (유니크).
  - 이탈리아의 축구 선수 페데리코 베르나르데스키.
- 2월 17일
  - 일본의 가수 스즈키 시호리. (AKB48)
  - 대한민국의 배우 신재휘.
  - 대한민국의 바리톤 성악가 길병민.
- 2월 18일 - 대한민국의 래퍼 제이홉 (방탄소년단).
- 2월 19일
  - 대한민국의 배우 한채경.
  - 일본의 성우 후리하타 아이.
- 2월 20일
  - 대한민국의 가수 송하예.
  - 대한민국의 야구 선수 장운호.
- 2월 21일
  - 대한민국의 가수 웬디 (레드벨벳).
  - 대한민국의 가수 청슬.
  - 대한민국의 축구 선수 김상우.
  - 그리스의 축구 선수 하랄람포스 마브리아스.
- 2월 22일
  - 대한민국의 배우 고주연.
  - 대한민국의 배우 남주혁.
  - 대한민국의 성우 신나리.
  - 대한민국의 가수 케인.
  - 일본의 성우 코우노 마리카.
  - 대한민국의 배우 한은서.
  - 오스트레일리아의 가수 레이철 레어카.
  - 대한민국의 축구 선수 박정빈.
  - 대한민국의 축구 선수 정훈성.
- 2월 23일
  - 대한민국의 가수 준 (LC9).
  - 대한민국의 가수 이정문.
  - 미국의 배우 다코타 패닝.
- 2월 24일
  - 대한민국의 싱어송라이터 다운.
  - 대한민국의 가수 어진별.
  - 미국의 테니스 선수 제시카 페굴라.
  - 스코틀랜드의 축구 선수 라이언 프레이저.
  - 일본의 축구 선수 나카무라 슌.
- 2월 25일 - 대한민국의 야구 선수 하주석.
- 2월 26일
  - 대한민국의 래퍼 식케이.
  - 튀르키예의 축구 선수 아흐메트 일마즈 찰리크. (~2022년)
- 2월 27일
  - 네덜란드의 유도 선수 미카엘 코럴.
  - 대한민국의 가수 김윤 (더스틴).
  - 대한민국의 가수 최상엽 (루시).
  - 일본의 성우 타카하시 리에.
  - 대한민국의 리그 오브 레전드 프로게이머 마타.
  - 대한민국의 배우 남중규.
  - 대한민국의 스키 선수 서지원.
  - 잉글랜드의 싱어송라이터 사샤 키블.
- 2월 28일
  - 대한민국의 가수 남궁진영.
  - 대한민국의 작곡가 겸 피아니스트 오은철.
  - 대한민국의 골프 선수 유현주.
  - 대한민국의 배우 윤수.
  - 대한민국의 배우 정하담.
  - 대한민국의 가수 지수 (타히티).
  - 영국의 가수 제이크버그.
  - 자메이카의 육상 선수 페드릭 데이커스.

### 3월
- 3월 1일
  - 대한민국의 가수 박보람. (~2024년)
  - 일본의 배우 아카소 에이지.
  - 캐나다의 가수 저스틴 비버.
- 3월 2일
  - 대한민국의 배우 서은수.
  - 대한민국의 유도 선수 안창림.
  - 대한민국의 배우 최효은.
- 3월 3일
  - 대한민국의 배우 정민아.
  - 일본의 배우 겸 아이돌 가수 카와시마 우미카.
  - 대한민국의 배우 김우석.
  - 대한민국의 배우 이다윗.
  - 대한민국의 가수 수민 (소나무).
  - 캐나다의 프리스타일 스키 선수 알렉스 볼리외마르샹.
- 3월 4일
  - 대한민국의 배우 한보배.
  - 대한민국의 유튜브 크리에이터 나름TV.
- 3월 5일
  - 대한민국의 가수 MJ (아스트로).
  - 대한민국의 배우 김다영.
- 3월 6일 - 일본의 성우 신 유우키.
- 3월 7일 - 잉글랜드의 축구 선수 조던 픽퍼드.
- 3월 8일
  - 대한민국의 가수 소금.
  - 프랑스의 양궁 선수 가엘 프레보스트.
- 3월 9일 - 대한민국의 쇼트트랙 선수 최지현.
- 3월 10일
  - 대한민국의 가수 신진주.
  - 일본의 가수 나가오 마리야. (AKB48)
  - 일본의 배우 오쿠야마 카즈사.
  - 캐나다의 바둑 기사 라이언 리.
- 3월 11일 - 대한민국의 가수 신씨.
- 3월 12일 - 미국의 가수 크리스티나 그리미.
- 3월 13일 - 일본의 가수, 배우 나카지마 켄토.
- 3월 14일 - 미국의 배우 앤설 엘고트.
- 3월 15일 - 대한민국의 가수 김개미.
- 3월 16일 - 대한민국의 가수 박지은.
- 3월 17일
  - 대한민국의 수영 선수 김서영.
  - 오스트리아의 축구 선수 마르셀 자비처.
- 3월 18일
  - 그리스의 축구 선수 스테파노스 카피노.
  - 대한민국의 아나운서 김옥영.
- 3월 19일 - 대한민국의 전 래퍼 하이탑.
- 3월 20일 - 대한민국의 가수 전율.
- 3월 21일
  - 대한민국의 가수 조하.
  - 러시아의 바이애슬론 선수 예두아르트 라티포프.
  - 일본의 아이돌 모리 안나. (AKB48)
- 3월 22일
  - 대한민국의 가수 하성운 (핫샷, 워너원).
  - 대한민국의 축구 선수 김민준.
- 3월 23일 - 대한민국의 배드민턴 선수 정재욱.
- 3월 24일
  - 대한민국의 프로게이머 조성호 (진에어 그린윙스).
  - 대한민국의 축구 선수 이지훈.
- 3월 25일
  - 대한민국의 가수 이레 (마스크).
  - 대한민국의 모델 겸 디자이너 손수아 (수지 손).
  - 대한민국의 아나운서 조은정.
  - 대한민국의 유도 선수 안바울.
  - 대한민국의 전 축구 선수 안지현.
- 3월 26일 - 일본의 가수 와타나베 마유 (AKB48 팀B).
- 3월 27일 - 대한민국의 가수 양지원.
- 3월 28일 - 중국의 래퍼 잭슨 (GOT7).
- 3월 29일
  - 대한민국의 배우 설리 (f(x)). (~2019년)
  - 대한민국의 래퍼 원.
  - 대한민국의 가라테 선수 박희준.
  - 아메리칸 리그 오클랜드 애슬레틱스의 선수 맷 올슨.
- 3월 30일
  - 대한민국의 전 가수 다희.
  - 일본의 가수 시마자키 하루카. (AKB48)
  - 대한민국의 배우 공현지.
  - 대한민국의 야구 선수 조현우.
- 3월 31일 - 일본의 성우, 가수 니시오 유카.

### 4월
- 4월 1일
  - 영국의 가수 엘라 에어.
  - 조지아의 레슬링 선수 게노 페트리아슈빌리.
- 4월 2일
  - 일본의 가수 미야자키 유카.
  - 대한민국의 배구 선수 최수빈.
- 4월 3일 - 대한민국의 축구 선수 정승현.
- 4월 4일
  - 대한민국의 농구 선수 최준용.
  - 일본의 가수 스가야 리사코 (Berryz코보).
  - 대한민국의 가수 휴이.
- 4월 5일
  - 미국의 배우 나디아 알렉산더.
  - 일본의 축구 선수 무로야 세이.
  - 대한민국의 농구 선수 강이슬.
- 4월 6일
  - 대한민국의 가수 성리 (레인즈).
  - 대한민국의 전 야구 선수 조지훈.
- 4월 7일
  - 대한민국의 축구 선수 이금민.
  - 일본의 유도 선수 다시로 미쿠.
  - 네델란드의 축구 선수 안드리스 노퍼르트.
  - 세르비아의 축구 선수 마르코 두간지치.
- 4월 8일 - 대한민국의 배구 선수 나경복.
- 4월 9일
  - 대한민국의 야구 선수 윤대경.
  - 대한민국의 축구 선수 한지원.
  - 대한민국의 전 축구 선수 김성중.
  - 스웨덴의 축구 선수 밈미 라르손.
  - 대한민국의 기업인 황희정.
- 4월 10일 - 대한민국의 축구 선수 강상민.
- 4월 11일
  - 일본의 가수 오가사와라 마유. (AKB48)
  - 아르헨티나의 축구 선수 루카스 오캄포스.
- 4월 12일
  - 아일랜드의 배우 시얼샤 로넌.
  - 대한민국의 가수 세훈 (EXO, EXO-K).
  - 대한민국의 가수 도이 (파나틱스).
  - 일본의 가수 스즈키 아이리 (℃-ute, Buono!).
  - 대한민국의 아나운서 박지원.
- 4월 13일 - 대한민국의 가수 에피.
- 4월 14일
  - 독일의 축구 선수 멜라니 로이폴츠.
  - 대한민국의 작곡가, 기타연주가 김리다.
- 4월 15일
  - 대한민국의 배우 박보연.
  - 대한민국의 아나운서 이지현.
- 4월 16일 - 대한민국의 가수 더 데이지.
- 4월 17일 - 대한민국의 가수 홍석 (펜타곤).
- 4월 18일
  - 대한민국의 배우 남민우.
  - 미국의 배우 모이세스 아리아스.
  - 미국의 가수 아미네.
  - 대한민국의 배우 정태리.
  - 아르헨티나의 축구 선수 루카스 로메로.
- 4월 19일
  - 대한민국의 전 가수 한아름 (티아라).
  - 대한민국의 전 가수 레이.(씨클라운)
  - 대한민국의 가수 송래퍼.
  - 일본의 가수 야나기 유리나.
  - 영국의 가수 프레야 라이딩스.
  - 대한민국의 아나운서 이영택.
- 4월 20일
  - 대한민국의 축구 선수 최재현.
  - 대한민국의 가수 지훈 (네버마인드).
- 4월 21일
  - 대한민국의 전 가수 강준.(씨클라운)
  - 대한민국의 가수 김한주 (실리카겔).
  - 스웨덴의 축구 선수 루드비그 아우구스틴손.
- 4월 22일
  - 대한민국의 희극인 이재율.
  - 대한민국의 치어리더 서현숙.
  - 대한민국의 가수 효진 (온앤오프).
  - 대한민국의 레이싱 모델 김유민.
- 4월 23일
  - 대한민국의 배우 송강.
  - 대한민국의 가수 민수현.
  - 대한민국의 유튜버 각별 (CH.DIA).
- 4월 24일
  - 일본의 배우 미야자와 히오.
  - 미국의 배우, 가수 조단피셔.
  - 일본의 배우 모리시타 쇼고.
- 4월 25일
  - 대한민국의 가수 슌.
  - 대한민국의 가수 슬찬 (타겟).
  - 대한민국의 가수 환 (엔쿠스).
  - 영국의 가수 샘 펜더.
  - 미국의 가수 매기 로저스.
  - 미국의 가수 애쉬.
  - 일본의 가수 야마자키 히로나.
- 4월 26일 - 대한민국의 야구 선수 김성민.
- 4월 27일 - 대한민국의 가수 민주희.
- 4월 28일
  - 대한민국의 가수 원필 (DAY6).
  - 대한민국의 축구 선수 정재희.
- 4월 29일
  - 이탈리아의 축구 선수 다니엘레 루가니.
  - 대한민국의 가수 미아.
  - 대한민국의 가수 하람.
- 4월 30일
  - 대한민국의 가수 오베르
  - 대한민국의 가수 오지현 (1415).
  - 대한민국의 가수 최웅희 (실리카겔).
  - 대한민국의 배우 채서진.
  - 외국의 배우 티미 디터스.

### 5월
- 5월 1일
  - 대한민국의 가수 해나.
  - 미국의 아이스하키 선수 제이컵 슬레이빈.
- 5월 2일
  - 대한민국의 야구 선수 김유영.
  - 대한민국의 뮤지컬 배우 박수련. (~2023년)
  - 대한민국의 래퍼 수퍼비.
  - 스웨덴의 프리스타일 스키 선수 예스페르 셰데르.
- 5월 3일
  - 대한민국의 농구 선수 김민정.
  - 대한민국의 축구 선수 박민수.
  - 대한민국의 조명 디자이너 이사벨라 리.
- 5월 4일
  - 대한민국의 가수 소연 (라붐).
  - 일본의 배우 이토 사이리.
  - 대한민국의 야구 선수 송준석.
  - 대한민국의 가수 전소현.
  - 중화인민공화국의 육상 선수 주야밍.
  - 미국의 싱어송라이터 레이린.
- 5월 5일 - 스페인의 축구 선수 하비에르 망키요.
- 5월 6일
  - 대한민국의 영화 감독 유석현.
  - 크로아티아의 축구 선수 마테오 코바치치.
  - 대한민국의 가수 수안.
  - 대한민국의 가수 김푸름.
- 5월 7일 - 대한민국의 가수 수스.
- 5월 8일 - 독일의 유도 선수 미리암 부트케라이트.
- 5월 9일 - 대한민국의 배우 여회현.
- 5월 10일
  - 일본의 아이돌 다키야마 아카네.
  - 대한민국의 전 가수 남태현. (사우스클럽)
  - 대한민국의 싱어송라이터 콜드.
- 5월 11일 - 대한민국의 배우 조혜원.
- 5월 12일 - 대한민국의 가수 준.
- 5월 13일
  - 대한민국의 레이싱 모델 김지희.
  - 대한민국의 축구 선수 김명준.
  - 일본의 야구 선수 다무라 다쓰히로.
  - 오스트레일리아의 수영 선수 캐머런 매커보이.
- 5월 14일
  - 대한민국의 모델, 가수 박홍 (에이투식스).
  - 대한민국의 가수 오월.
- 5월 15일 - 루마니아의 축구 선수 스텔리아노 필립.
- 5월 16일
  - 대한민국의 아나운서 이윤지.
  - 대한민국의 수영 선수 정유인.
  - 일본의 가수 사쿠라이 레이카.
  - 미국의 배우 마일스 하이저.
- 5월 17일
  - 대한민국의 가수, 래퍼 에이체스.
  - 일본의 축구 선수 고구레 다이키.
- 5월 18일 - 대한민국의 가수 지동국.
- 5월 19일
  - 대한민국의 배구 선수 정미선.
  - 브라질의 배구 선수 가브리엘라 귀마레스.
- 5월 20일
  - 대한민국의 배우 하재익.
  - 대한민국의 축구 선수 이정화.
- 5월 21일
  - 대한민국의 모델 김라라
  - 잉글랜드의 다이빙 선수 톰 데일리.
- 5월 22일 - 대한민국의 야구 선수 이지우.
- 5월 23일
  - 대한민국의 가수 칸토 (트로이).
  - 이라크의 축구 선수 두르감 이스마일.
  - 대한민국의 스켈레톤 선수 윤성빈.
- 5월 24일
  - 대한민국의 래퍼, 배우 태웅 (스누퍼).
  - 대한민국의 배우 이예림.
  - 일본의 수영 선수 세토 다이야.
- 5월 25일
  - 대한민국의 프로게이머 백동준 (삼성 갤럭시).
  - 일본의 배우 니시노 나나세.
- 5월 26일
  - 대한민국의 배우, 가수 공명 (서프라이즈).
  - 대한민국의 펜싱 선수 김준호.
  - 일본의 배우, 가수 ,성우 이소베 카린.
- 5월 27일
  - 대한민국의 전 배우 한지선.
  - 대한민국의 배드민턴 선수 박소영.
  - 프랑스의 축구 선수 에므리크 라포르트.
  - 포르투갈의 축구 선수 주앙 칸셀루.
- 5월 28일
  - 대한민국의 리듬체조 선수 손연재.
  - 대한민국의 피아니스트 조성진.
  - 잉글랜드의 축구 선수 존 스톤스.
  - 대한민국의 방송인 주민정.
- 5월 29일
  - 대한민국의 성우 박준원.
  - 대한민국의 양궁 선수 전훈영.
- 5월 30일
  - 대한민국의 미스코리아, 배우 김정진.
  - 프랑스의 가수 마데온.
- 5월 31일
  - 대한민국의 배우 심은경.
  - 대한민국의 래퍼 창모.
  - 대한민국의 축구 선수 장슬기.

### 6월
- 6월 1일
  - 대한민국의 전 래퍼 이던.
  - 대한민국의 야구 선수 정현.
  - 우루과이의 축구 선수 히오르히안 데 아라스카에타.
- 6월 2일 - 대한민국의 가수 준 (에이스).
- 6월 3일
  - 대한민국의 배우 정다은.
  - 대한민국의 야구 선수 김종수.
  - 대한민국의 전 야구 선수 박한길.
  - 미국의 배우, 가수 앤 윈터스.
- 6월 4일 - 일본의 성우 코바야시 치아키.
- 6월 5일
  - 대한민국의 우슈 선수 이하성.
  - 대한민국의 가수 아미 (워너비).
  - 대한민국의 바둑 기사 박민규.
- 6월 6일 - 일본의 가수, 아이돌 후쿠다 미라이.
- 6월 7일 - 대한민국의 인터넷 방송인 다주.
- 6월 8일 - 대한민국의 배우 송유정. (~2021년)
- 6월 9일
  - 대한민국의 가수 혜리 (걸스데이).
  - 대한민국의 가수 진예 (라붐, 유니티).
  - 대한민국의 가수 정윤지 (K타이거즈 제로).
  - 이탈리아의 펜싱 선수 가브리엘레 치미니.
- 6월 10일 - 대한민국의 배우 강유석.
- 6월 11일 - 스페인의 배우 이바나 바케로.
- 6월 12일 - 대한민국의 배구 선수 고예림.
- 6월 13일
  - 일본의 가수 야가미 쿠미.
  - 대한민국의 배우 강서하.
  - 대한민국의 축구 선수 박지수.
  - 대한민국의 기상캐스터 진연지.
  - 일본의 배우 이누카이 아츠히로.
  - 인도의 양궁 선수 디피카 쿠마리.
- 6월 14일
  - 대한민국의 가수 태일 (NCT).
  - 대한민국의 배드민턴 선수 이소희.
  - 일본의 펜싱 선수 야마다 마사루.
  - 대한민국의 야구 선수 한선태.
- 6월 15일
  - 일본의 배우 히다카 리나.
  - 대한민국의 전 가수, 배우 유혜인.
  - 대한민국의 가수 여린.
  - 미국의 펜싱 선수 리 키퍼.
  - 베네수엘라의 테니스 선수, 모델 미셸 베르톨리니.
- 6월 16일 - 대한민국의 수영 선수 정동원.
- 6월 17일
  - 대한민국의 가수 현신영.
  - 대한민국의 배우 이승일.
  - 벨라루스의 레슬링 선수 이리나 쿠라치키나.
- 6월 18일
  - 대한민국의 배우 오채이.
  - 미국의 래퍼 테이크오프. (~2022년)
  - 스페인의 육상 선수 알바로 마르틴.
  - 일본의 축구 선수 이와나미 다쿠야.
- 6월 19일 - 대한민국의 가수 서사랑.
- 6월 20일
  - 대한민국의 배우 강태오 (서프라이즈).
  - 대한민국의 래퍼 머쉬베놈.
  - 중화민국의 배드민턴 선수 다이쯔잉.
- 6월 21일
  - 대한민국의 야구 선수 한승택.
  - 일본의 가수 오카이 지사토 (°C-ute).
- 6월 22일
  - 대한민국의 아나운서 조예진.
  - 중화인민공화국의 사격 선수 궈원쥔.
- 6월 23일
  - 대한민국의 모델, 배우 정호연.
  - 대한민국의 전 리그 오브 레전드 프로게이머 갱맘.
  - 태국의 가수 민트.
- 6월 24일 - 일본의 성우 엔도 유리카.
- 6월 25일 - 일본의 성우 아사쿠라 모모.
- 6월 26일
  - 대한민국의 래퍼 샵건.
  - 캐나다의 유도 선수 카트린 보슈맹피나르.
- 6월 27일 - 대한민국의 가수, 뮤지컬배우 이서영 (헬로비너스).
- 6월 28일 - 대한민국의 가수 김찬호.
- 6월 29일
  - 대한민국의 가수 동호.
  - 대한민국의 축구 선수 박이영.
  - 미국의 배우 커밀라 멘데스.
  - 캐나다의 육상 선수 앨리샤 뉴먼.
  - 아르헨티나의 축구 선수 레안드로 파레데스.
  - 에스토니아의 가수 엘리나 보른.
- 6월 30일
  - 대한민국의 가수 최성환.
  - 대한민국의 배우 송세현.
  - 대한민국의 축구 선수 권창훈.

### 7월
- 7월 1일
  - 대한민국의 가수 정인성 (크나큰).
  - 에스토니아의 가수 위리 포츠만.
  - 일본의 패션모델 겸 배우 오카모토 안리.
  - 일본의 배우 마이 키류.
- 7월 2일
  - 대한민국의 가수 달로.
  - 캐나다의 야구 선수 브록 다익손.
  - 미국의 배우 로렌 라베라.
- 7월 3일
  - 대한민국의 전 가수, 작곡가 최준원.
  - 대한민국의 야구 선수 김인태.
- 7월 4일
  - 대한민국의 배우 김상흔.
  - 대한민국의 가수 문수진.
  - 대한민국의 가수 겸 배우 이해인.
  - 대한민국의 모델, 배우, 가수 최성용 (더 맨 블랙).
- 7월 5일
  - 대한민국의 가수 창선 (전설).
  - 대한민국의 배우 유하.
  - 대한민국의 배우 전종서.
  - 대한민국의 배우 이규형.
  - 일본의 야구 선수 오타니 쇼헤이.
  - 독일의 축구 선수 로빈 고젠스.
- 7월 6일
  - 대한민국의 아나운서 임보라.
  - 대한민국의 핸드볼 선수 조수연.
- 7월 7일 - 대한민국의 래퍼 제네 더 질라.
- 7월 8일 - 대한민국의 가수 구원찬.
- 7월 9일 - 몬테네그로의 축구 선수 루카 조르제비치.
- 7월 10일 - 대한민국의 배우 채수빈.
- 7월 11일 - 일본의 배우 나나세 아야카.
- 7월 12일
  - 대한민국의 기수 차훈 (엔플라잉).
  - 일본의 가수 모모타 카나코.
  - 오스트레일리아의 모델 다니엘 스눅스.
- 7월 13일
  - 일본의 아나운서 쿠지 아키코.
  - 일본의 아이돌 카미에다 에미카.
- 7월 14일
  - 대한민국의 축구 선수 김동현.
  - 미국의 야구 선수 루커스 지올리토.
- 7월 15일
  - 대한민국의 가수 김재현 (엔플라잉).
  - 대한민국의 야구 선수 윤형배.
  - 홍콩의 모델 애비 초이. (~2023년)
- 7월 16일
  - 대한민국의 농구 선수 김진유.
  - 일본의 성우 아카네야 히미카.
  - 일본의 배우 시미즈 쿠루미.
- 7월 17일
  - 스웨덴의 축구 선수 빅토르 린델뢰프.
  - 프랑스의 축구 선수 뱅자맹 멘디.
  - 대한민국의 야구 선수 이우성.
- 7월 18일
  - 미국의 가수 BC (원팀).
  - 대한민국의 배우 이유미.
  - 대한민국의 양궁 선수 김종호.
  - 브라질의 싱어송라이터 겸 기타리스트 라우라 히조투.
- 7월 19일 - 일본의 가수 고모리 미카. (AKB48)
- 7월 20일 - 대한민국의 가수 유경목.
- 7월 21일
  - 대한민국의 배우 은원재.
  - 대한민국의 배우 이랑서.
- 7월 22일
  - 중국의 가수 이문한 (유니크).
  - 일본의 성우 겸 가수 사에키 이오리.
  - 대한민국의 스켈레톤 선수 김지수.
- 7월 23일
  - 오스트리아의 루지 선수 다비트 글라이어셔.
  - 일본의 축구 선수 기다 다쿠야.
  - 대한민국의 가수 준.
- 7월 24일
  - 중국의 쇼트트랙 선수 우다징.
  - 일본의 배우 호시조라 모아.
- 7월 25일
  - 러시아의 아이스하키 선수 안드레이 바실렙스키.
  - 대한민국의 헤어디자이너 헤어디자이너 도아.
- 7월 26일
  - 대한민국의 배우 신명성.
  - 대한민국의 배우 지예은.
- 7월 27일
  - 대한민국의 가수 현성.
  - 조선민주주의인민공화국의 스키 선수 강성일.
- 7월 28일
  - 대한민국의 가수 효정 (오마이걸).
  - 대한민국의 육상 선수 한두현.
- 7월 29일
  - 대한민국의 가수 이하준.
  - 대한민국의 유튜버 주키니.
  - 대한민국의 배구 선수 손주형.
  - 대한민국의 가수 자넷 서.
- 7월 30일 - 대한민국의 작곡가 정혜빈.
- 7월 31일
  - 대한민국의 가수 로니 (XEED).
  - 대한민국의 트로트 가수 류원정.

### 8월
- 8월 1일 - 일본의 가수 와다 아야카 (스마이레지 리더).
- 8월 2일 - 스웨덴의 축구 선수 에밀 크라프트.
- 8월 3일
  - 프랑스의 축구 선수 코랑탱 톨리소.
  - 이탈리아의 축구 선수 이메르송 팔미에리.
- 8월 4일
  - 대한민국의 배우 박소정.
  - 일본의 배우 후쿠다 마유코.
- 8월 5일
  - 대한민국의 가수, 래퍼, 작곡가 휘민. (그루비룸)
  - 대한민국의 골프 선수 권지람.
- 8월 6일
  - 대한민국의 가수 태리.
  - 대한민국의 핸드볼 선수 원선필.
- 8월 7일
  - 대만의 모델 우이화.
  - 대한민국의 아나운서 장예진.
- 8월 8일
  - 대한민국의 가수 민재 (스펙트럼).
  - 미국의 가수 라우브.
  - 미국의 배우 매들린 페치.
  - 일본의 야구 선수 다나카 가즈키.
  - 캐나다의 쇼트트랙 선수 파스칼 디옹.
- 8월 9일 - 대한민국의 가수 재윤 (SF9).
- 8월 10일
  - 대한민국의 골프 선수 전인지.
  - 포르투갈의 축구 선수 베르나르두 실바.
- 8월 11일
  - 대한민국의 인터넷 방송인 장명준.
  - 대한민국의 축구 선수 김승준.
- 8월 12일 - 일본의 배우, 아이돌 카시와 유키나.
- 8월 13일 - 아르헨티나의 축구 선수 호아킨 코레아.
- 8월 15일
  - 일본의 수영 선수 하기노 고스케.
  - 대한민국의 태권도 선수 김태훈.
  - 대한민국의 프로게이머 김영일.
- 8월 16일
  - 대한민국의 가수 니엘 (틴탑).
  - 일본의 배우 타카다 리호.
  - 대한민국의 축구 선수 김동민.
  - 대한민국의 축구 선수 김지수.
- 8월 17일
  - 대한민국의 가수 용훈 (원위).
  - 대한민국의 농구 선수 최이샘.
  - 대한민국의 가수 최나영.
  - 대한민국의 배구 선수 한지현.
  - 러시아의 사격 선수 블라디미르 마슬렌니코프.
  - 미국의 싱어송라이터 피비 브리저스.
  - 미국의 배우 타이사 파미가.
  - 일본의 배우 겸 성우 하타나카 타스쿠.
  - 프랑스의 축구 선수 티에무에 바카요코.
- 8월 18일
  - 대한민국의 가수 박형석 (다섯장).
  - 일본의 야구 선수 스즈키 세이야.
- 8월 19일
  - 대한민국의 프로게이머 김도경.
  - 대한민국의 야구 선수 심재윤.
  - 대한민국의 모델 박정욱.
  - 프랑스의 사격 선수 알렉시 레노.
- 8월 20일 - 대한민국의 전 가수 이가은 (애프터스쿨).
- 8월 21일
  - 미국의 배우 재클린 에머슨.
  - 대한민국의 배우 김동규.
- 8월 22일
  - 일본의 배우, 모델 하마 쇼고.
  - 쿠바의 레슬링 선수 루이스 오르타.
  - 핀란드의 아이스하키 선수 올리 매태.
- 8월 23일
  - 대한민국의 배구 선수 전하늘.
  - 대한민국의 야구 선수 손호영.
- 8월 24일
  - 대한민국의 프로게이머 원이삭.
  - 대한민국의 야구 선수 이정호.
  - 일본의 가수 미아키 리호 (노기자카46, NMB48).
  - 대한민국의 수영 선수 강지석.
- 8월 25일 - 대한민국의 가수 연경 (더 씨야).
- 8월 26일
  - 대한민국의 래퍼 예지 (피에스타).
  - 대한민국의 가수 송단아 (뉴에프오).
  - 조선민주주의인민공화국의 권투 선수 방철미.
- 8월 27일 - 대한민국의 성우 가빈.
- 8월 28일
  - 대한민국의 농구 선수 김한솔.
  - 튀니지의 테니스 선수 온스 자베르.
- 8월 29일 - 대한민국의 전 배구 선수 박정현.
- 8월 30일
  - 대한민국의 가수 디엘 (블랑세븐).
  - 대한민국의 배우 권소현.
  - 대한민국의 가수 허영지 (카라).
- 8월 31일
  - 대한민국의 베이시스트 최현수.
  - 대한민국의 전직 리그 오브 레전드 프로게이머 손스타.

### 9월
- 9월 1일
  - 미국의 가수 비앙카 라이언.
  - 대한민국의 가수 슬기.
- 9월 2일 - 대한민국의 가수 희천.
- 9월 3일 - 대한민국의 가수 수민 (소나무).
- 9월 4일
  - 대한민국의 야구 선수 조상우.
  - 대한민국의 모델 신나리.
- 9월 5일
  - 이탈리아의 수영 선수 그레고리오 팔트리니에리.
  - 대한민국의 아역 배우 김조은.
- 9월 6일 - 일본의 성우 이자와 미카코.
- 9월 7일 - 일본의 배우 야마자키 겐토.
- 9월 8일
  - 일본의 축구 선수 마에카와 다이야.
  - 일본의 성우 와키 아즈미.
  - 대한민국의 가수 전민주.
- 9월 9일
  - 대한민국의 방송인 악어.
  - 일본의 성우 타카하시 카린.
  - 대한민국의 바둑 기사 김준석.
- 9월 10일 - 대한민국의 배우 윤홍빈.
- 9월 11일 - 미국의 야구 선수 에반 필립스.
- 9월 12일
  - 대한민국의 배우 고원희.
  - 대한민국의 래퍼 RM (방탄소년단).
  - 우크라이나의 테니스 선수 엘리나 스비톨리나.
  - 아르헨티나의 축구 선수 니콜라스 오르시니.
- 9월 13일
  - 네덜란드의 요트 선수 키란 바들루.
  - 일본의 성우 오오하시 아야카.
- 9월 14일
  - 인도의 육상 선수 아비나슈 사블레.
  - 사우디아라비아의 축구 선수 파하드 알무왈라드.
- 9월 15일 - 대한민국의 가수 이주혁.
- 9월 16일
  - 대한민국의 축구 선수 최유리.
  - 대한민국의 가수 조매력.
- 9월 17일 - 대한민국의 배우 나인우.
- 9월 18일 - 대한민국의 프로게이머 전태양 (진에어 그린윙스).
- 9월 19일 - 대한민국의 양궁 선수 전성은.
- 9월 20일 - 필리핀의 축구 선수 다이스케 카우만다이 사토.
- 9월 21일 - 대한민국의 가수 델리만쥬.
- 9월 22일
  - 대한민국의 전 가수 홍유경 (에이핑크).
  - 대한민국의 가수 진영 (GOT7).
  - 사우디아라비아의 축구 선수 모하메드 칸노.
  - 대한민국의 가수 블라세.
- 9월 23일
  - 대한민국의 가수 이미주 (러블리즈).
  - 콜롬비아의 축구 선수 예리 미나.
- 9월 24일 - 대한민국의 배우 박세완.
- 9월 25일
  - 대한민국의 전 가수, 배우 민도희. (타이니지)
  - 대한민국의 리그 오브 레전드 프로게이머 김들.
  - 미국의 배우 잔센 파네티어. (~2023년)
- 9월 26일
  - 대한민국의 가수 현욱 (인투잇).
  - 이탈리아의 육상 선수 마르셀 자콥스.
- 9월 27일 - 대한민국의 배우 김영찬.
- 9월 28일
  - 대한민국의 가수 엄세웅 (더 맨 블랙).
  - 일본의 배우 타테이시 하루카.
  - 대한민국의 스케이팅 선수 김태윤.
- 9월 29일 - 미국의 가수 할시.
- 9월 30일
  - 대한민국의 축구 선수 박경록.
  - 북아일랜드의 축구 선수 라이언 매클로플린.

### 10월
- 10월 1일
  - 대한민국의 가수 고현 (텐엑스) (원포유).
  - 이집트의 축구 선수 마흐무드 하산.
- 10월 2일 - 대한민국의 스타그래프트 황규석.
- 10월 3일 - 스페인의 축구 선수 케파 아리사발라가.
- 10월 4일
  - 대한민국의 가수 류현상.
  - 대한민국의 가수, 싱어송라이터 리밋.
  - 일본의 가수 이와타테 사호. (AKB48)
  - 대한민국의 가수, 래퍼 정일훈 (비투비).
- 10월 5일
  - 대한민국의 전 가수 수이.
  - 대한민국의 배우 박주현.
  - 대한민국의 가수 김희진.
  - 대한민국의 뮤지컬 배우 김진현.
  - 일본의 성우 타나카 타카코.
- 10월 6일
  - 대한민국의 래퍼 이주헌 (몬스타엑스).
  - 중국의 가수 앤디 (세븐어클락).
  - 일본의 성우 타나카 치에미.
- 10월 7일 - 대한민국의 배우 윤지원.
- 10월 8일
  - 대한민국의 가수 요요미.
  - 일본의 가수 루이.
  - 대한민국의 배우 이우제.
  - 스위스의 가수 루카 헤니.
- 10월 9일
  - 대한민국의 배우 박지훈.
  - 나이지리아의 축구 선수 아시사트 오쇼알라.
- 10월 10일 - 대한민국의 전 가수, 배우 수지 (미쓰에이).
- 10월 11일
  - 대한민국의 배우 정신혜.
  - 대한민국의 가수, 국악인 허나래.
  - 대한민국의 가수 지올 팍.
- 10월 12일
  - 대한민국의 성우 이주은.
  - 대한민국의 가수 복은 (시그널).
  - 대한민국의 가수 블루.
- 10월 13일
  - 대한민국의 배우 이현진.
  - 일본의 농구 선수 와타나베 유타.
- 10월 14일
  - 일본의 전 댄서, 모델 후지이 슈카.
  - 일본의 배우 타카야나기 토모요.
- 10월 15일
  - 대한민국의 가수 정튠.
  - 일본의 성우 오오모리 니치카.
- 10월 16일 - 일본의 성우 키토 아카리.
- 10월 17일
  - 대한민국의 가수 스팍 (블랑세븐).
  - 대한민국의 배구 선수 이소영.
  - 멕시코의 양궁 선수 알레한드라 발렌시아.
- 10월 18일 - 대한민국의 배우 박이현.
- 10월 19일
  - 대한민국의 가수 마블제이.
  - 대한민국의 스피드 스케이팅 선수 김현영.
  - 일본의 배우 스가 켄타.
  - 일본의 배우 이오야마 미사토.
- 10월 20일
  - 대한민국의 치어리더 이주아.
  - 대한민국의 가수 고호정. (핫샷)
- 10월 21일 - 대한민국의 뮤지컬 배우 강민지.
- 10월 22일 - 대한민국의 배우 이봄.
- 10월 23일
  - 미국의 배우 마거릿 퀄리.
  - 대한민국의 전 가수, 배우 아리.
  - 오스트레일리아의 프리스타일 스키 선수 맷 그레이엄.
  - 일본의 축구 선수 고바야시 유스케.
- 10월 24일
  - 대한민국의 가수, 배우 크리스탈(f(x)).
  - 일본의 축구 선수 우에다 나오미치.
- 10월 25일
  - 대한민국의 배우 장동주.
  - 일본의 성우 니시모토 리미.
- 10월 26일
  - 대한민국의 가수 김동현.
  - 대한민국의 가수 윤준원 (더 맨 블랙).
  - 미국의 축구 선수 조던 모리스.
- 10월 27일
  - 대한민국의 가수 유나킴.
  - 프랑스의 축구 선수 퀴르트 주마.
- 10월 28일
  - 대한민국의 가수 황영웅.
  - 대한민국의 가수 에이미리.
- 10월 29일 - 대한민국의 요트 선수 조원우.
- 10월 30일
  - 대한민국의 가수 김하은.
  - 일본의 성우 하루노 안즈.
- 10월 31일
  - 대한민국의 배우 김아영.
  - 베네수엘라의 야구 선수 마리오 산체스.
  - 오스트레일리아의 축구 선수 코너 채프먼.

### 11월
- 11월 1일
  - 대한민국의 축구 선수 김석호.
  - 대한민국의 가수 하늘.
- 11월 2일
  - 우즈베키스탄의 권투 선수 무로존 아흐마달리예프.
  - 일본의 성우 스와 나나카.
- 11월 3일 - 대한민국의 성우 김예림.
- 11월 4일
  - 대한민국의 가수 보혜.
  - 스페인의 축구 선수 파블로 가네트.
- 11월 5일
  - 대한민국의 가수 강민건.
  - 중국의 가수 루징 (GNZ48).
  - 대한민국의 리그 오브 레전드 프로게이머 프로즌.
- 11월 6일 - 헝가리의 축구 선수 아담 머르틴
- 11월 7일
  - 일본의 가수 이이쿠보 하루나.
  - 일본의 피겨 스케이팅 선수 무라카미 가나코.
- 11월 8일 - 대한민국의 리그 오브 레전드 프로게이머 다데.
- 11월 9일
  - 대한민국의 가수 일레인.
  - 일본의 야구 선수 지카모토 고지.
- 11월 10일
  - 일본의 축구 선수 아사노 다쿠마.
  - 미국의 배우 조이 도이치.
  - 캐나다의 육상 선수 앤드리 디 그라스.
- 11월 11일 - 대한민국의 전 가수 한다라 (베스티, EXID).
- 11월 12일 - 대한민국의 가수 다인.
- 11월 13일 - 대한민국의 가수 아일.
- 11월 14일 - 대한민국의 가수 최재훈.
- 11월 15일 - 대한민국의 가수 민표.
- 11월 16일
  - 대한민국의 가수 화니 (더스틴).
  - 대한민국의 전 가수, 배우 허준.
  - 대한민국의 리그 오브 레전드 프로게이머 소우릎.
  - 대한민국의 가수 최나리.
  - 대한민국의 아나운서 김현진.
- 11월 17일
  - 대한민국의 조정 선수 김예지.
  - 대한민국의 가수 겸 작곡가 비버.
- 11월 18일
  - 대한민국의 가수 김수찬.
  - 대한민국의 리그 오브 레전드 프로게이머 고릴라.
- 11월 19일
  - 대한민국의 가수 한이재.
  - 대한민국의 배우 박소정.
  - 우크라이나의 모델, 배우 아나스타샤 소코로바.
- 11월 20일 - 대한민국의 가수 화수목 (타이니지).
- 11월 21일
  - 대한민국의 가수 한솔 (뉴키드).
  - 스페인의 축구 선수 사울 니게스.
  - 대한민국의 체조 선수 박민수.
  - 대한민국의 가수 무성.
- 11월 22일
  - 대한민국의 배우 고재현.
  - 대한민국의 전 가수 김현.
  - 오스트레일리아의 배우 데이커 몽고메리.
- 11월 23일 - 대한민국의 뮤지컬 배우 전예지.
- 11월 24일
  - 대한민국의 가수, 배우 박혜수.
  - 대한민국의 배우 김선아.
  - 대한민국의 야구 선수 배재준.
- 11월 25일
  - 대한민국의 전 스타크래프트 프로게이머 김도욱.
  - 대한민국의 가수 소수빈.
  - 대한민국의 가수 주드 (빅스타).
  - 일본의 가수 무토 토무. (AKB48)
  - 대한민국의 래퍼 카키.
- 11월 26일
  - 대한민국의 배우 한예린.
  - 대한민국의 배우 박지현.
  - 대한민국의 가수 이형석 (더 맨 블랙).
  - 대한민국의 뮤지컬 배우 윤현선.
  - 대한민국의 가수 지서. (A.De)
- 11월 28일 - 일본의 성우, 가수 카지와라 가쿠토.
- 11월 29일 - 대한민국의 가수 문희원.
- 11월 30일
  - 대한민국의 체조선수 박지연.
  - 대한민국의 피겨 스케이팅 선수 윤예지.
  - 대한민국의 배우 이소영.
  - 대한민국의 가수 영잔디스.

### 12월
- 12월 1일 - 대한민국의 야구 선수 조석환.
- 12월 2일 - 일본의 배우 시미즈 후미카.
- 12월 3일
  - 대한민국의 봅슬레이 선수 김민성.
  - 일본의 성우 세리자와 유우.
  - 일본의 가수 쿄모토 타이가.
  - 크로아티아의 유도 선수 바르바라 마티치.
- 12월 4일
  - 대한민국의 음악 프로듀서 토일.
  - 대한민국의 배우 정세인.
- 12월 5일
  - 일본의 아이돌 오오타 나오. (AKB48)
  - 대한민국의 가수 조한결.
- 12월 6일
  - 대한민국의 배드민턴 선수 신승찬.
  - 그리스의 농구 선수 야니스 아데토쿤보.
  - 대한민국의 배우 이유진.
  - 미국의 배우 서맨사 보스커리노.
- 12월 7일 - 일본의 피겨스케이팅 선수 하뉴 유즈루.
- 12월 8일
  - 대한민국의 가수 주니 (레이디스 코드).
  - 잉글랜드의 축구 선수 라힘 스털링.
  - 대한민국의 전 리그 오브 레전드 프로게이머 나이트.
  - 일본의 가수, 배우 오오타 아이카 (HKT48).
  - 일본의 가수 야마우치 스즈란 (SKE48).
- 12월 9일
  - 대한민국의 스트리머 우정잉.
  - 대한민국의 희극인 남희정.
  - 태국의 탁구 선수 수타시니 사웨타붓.
  - 스페인의 유도 선수 프란시스코 가리고스.
- 12월 10일
  - 대한민국의 가수 승환 (로미오).
  - 대한민국의 전 리그 오브 레전드 프로게이머 러스트보이.
- 12월 11일
  - 대한민국의 가수 기택 (MVP).
  - 미국의 배우 게이브리얼 배소.
  - 일본의 가수 시게토메 마나미.
  - 일본의 배우 히로세 아리스.
- 12월 12일
  - 대한민국의 가수 박규정.
  - 미국의 대학생 오토 웜비어. (~2017년)
- 12월 13일 - 대한민국의 기타리스트 궁준식.
- 12월 14일
  - 프랑스의 축구 선수 클라리스 르 비앙.
  - 대한민국의 가수 살랑.
- 12월 15일 - 대한민국의 유튜버 하느르.
- 12월 16일
  - 잉글랜드의 축구 선수 엘리엇 리.
  - 이탈리아의 축구 선수 니콜라 무루.
  - 스페인의 축구 선수 호세 로드리게스 마르티네스.
  - 대한민국의 배우 윤준호.
  - 캐나다의 쇼트트랙 선수 킴 부탱.
- 12월 17일
  - 미국의 배우 냇 울프.
  - 대한민국의 가수 최시영.
  - 대한민국의 축구 선수 박요한.
- 12월 18일
  - 대한민국의 배우 윤정훈.
  - 대한민국의 가수 민재 (소나무).
- 12월 19일
  - 대한민국의 전직 스타크래프트 프로게이머 듀크.
  - 에스토니아의 펜싱 선수 카트리나 레히스.
  - 대한민국의 기타리스트 은교.
- 12월 20일
  - 대한민국의 레이싱 모델 강하나.
  - 대한민국의 기업인 김나윤.
- 12월 21일
  - 대한민국의 야구 선수 최원준.
  - 가나의 축구 선수 대니얼 아마티.
- 12월 22일
  - 대한민국의 육상 선수 최예은.
  - 대한민국의 영화배우 한여름.
- 12월 23일
  - 대한민국의 레슬링 선수 이한빛.
  - 대한민국의 유튜버 유성 (팀샐러드).
- 12월 24일
  - 대한민국의 가수 한승우 (빅톤, 엑스원).
  - 대한민국의 가수 이션 (온앤오프).
  - 대한민국의 야구 선수 박한결.
  - 대한민국의 치어리더 김도아.
  - 대한민국의 성우 김동현.
- 12월 25일
  - 대한민국의 배우 김민규.
  - 일본의 배우, 댄서 사토 타이키.
- 12월 26일
  - 대한민국의 가수 설아 (우주소녀).
  - 대한민국의 정치인 백지원.
  - 대한민국의 가수 P.K (MVP).
  - 이란의 레슬링 선수 하산 야즈다니.
- 12월 27일 - 대한민국의 정치인 김주희.
- 12월 28일
  - 대한민국의 모델 유리.
  - 대한민국의 이종격투기 선수 송가연.
  - 일본의 예능인 마에다 유카 (스마이레지).
  - 멕시코의 야구 선수 로베르토 라모스.
  - 영국의 수영 선수 애덤 피티.
- 12월 29일 - 대한민국의 가수 성영주.
- 12월 30일 - 대한민국의 배우 안현호.
- 12월 31일
  - 대한민국의 체조 선수 허선미.
  - 대한민국의 배우, 모델 이종원.
  - 대한민국의 농구 선수 강상재.
  - 일본의 야구 선수 야사키 다쿠야.

### 미상
- 대한민국의 피아니스트 김도현.
- 대한민국의 배우 김성동.
- 대한민국의 가수 노아.
- 대한민국의 가수 문소연.
- 대한민국의 가수 황선아.
- 대한민국의 아나운서 장예진.
- 대한민국의 가수 은유.
- 대한민국의 유튜버 양예원.
- 대한민국의 가수 이민관.
- 대한민국의 영화배우 이주아.
- 대한민국의 가수, 슈퍼스타K 2016의 준우승자 이지은.
- 대한민국의 가수 이진실.
- 대한민국의 싱어송라이터 콜드.
- 대한민국의 가수 안희준.
- 대한민국의 음악가 장명선.
- 대한민국의 야구 선수 김종민.
- 대한민국의 야구 선수 김종석.
- 대한민국의 연극 배우 박상수.
- 대한민국의 가수 다무.
- 대한민국의 모델 겸 배우 김현지.
- 대한민국의 사격 선수 이민웅.
- 대한민국의 래퍼 에이보키드.
- 대한민국의 배우 조혜진.
- 대한민국의 배우 최지현.
- 일본의 야구 선수 사토 다쿠야.

## 사망

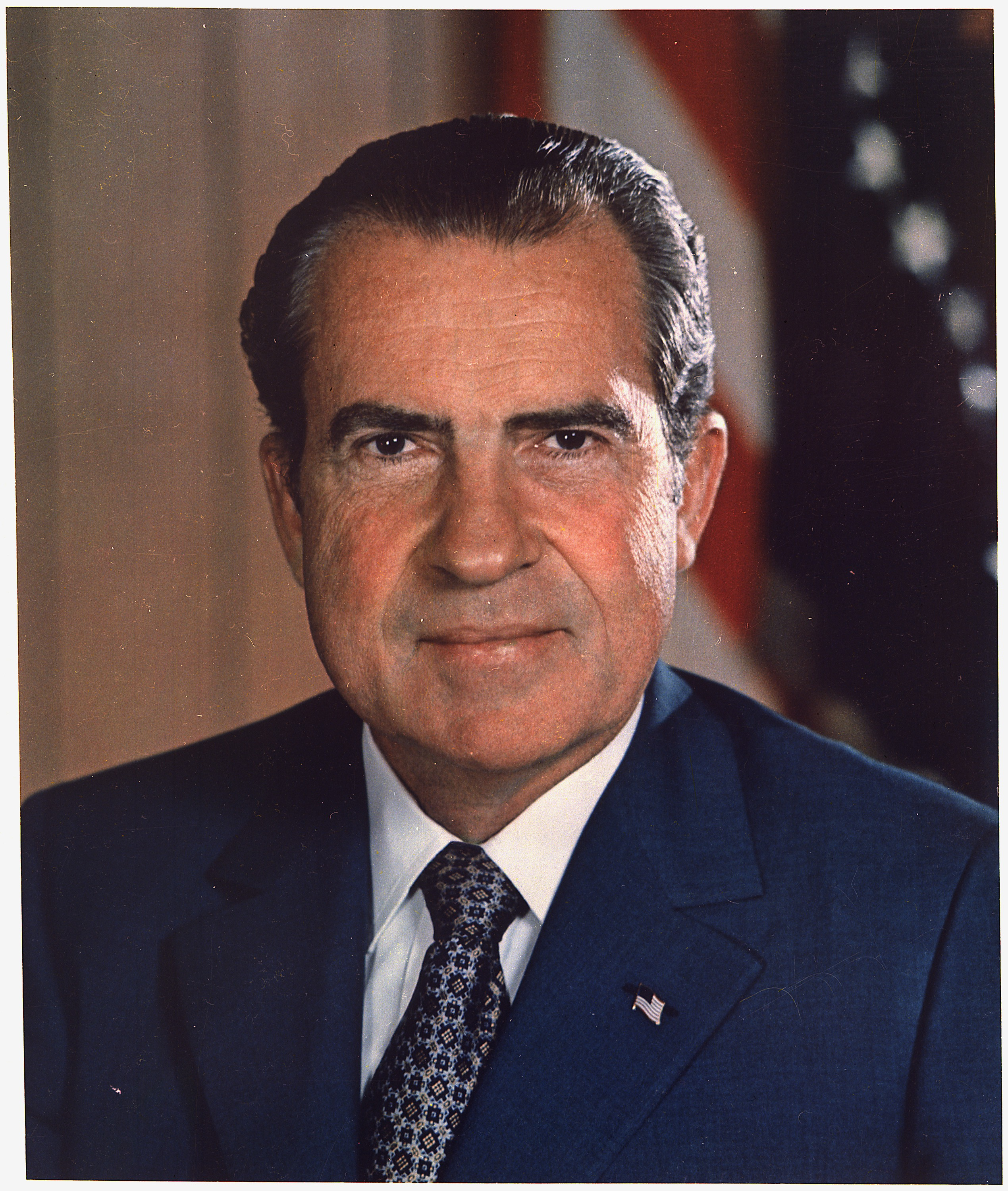
리처드 닉슨

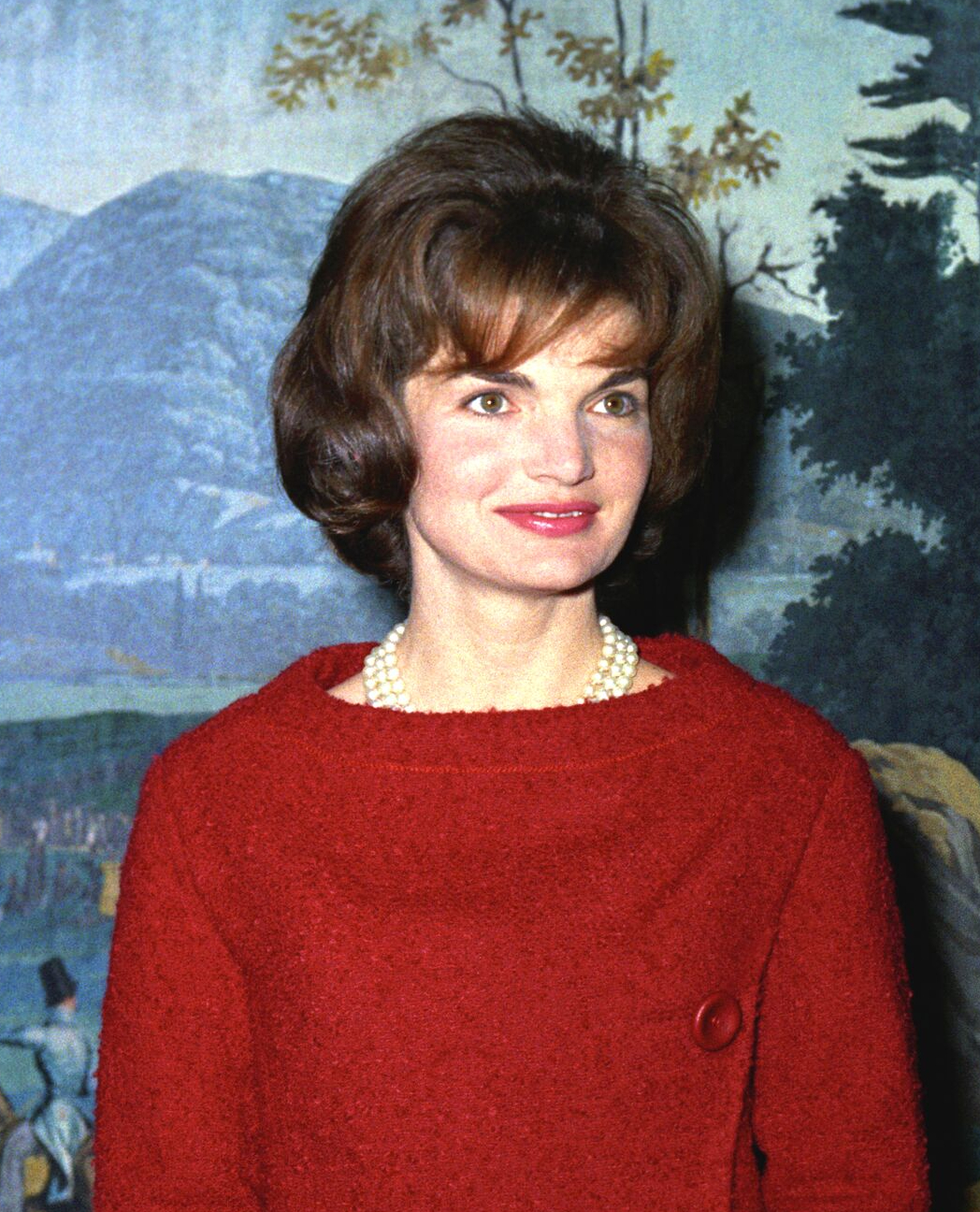
재클린 케네디 오나시스

김일성

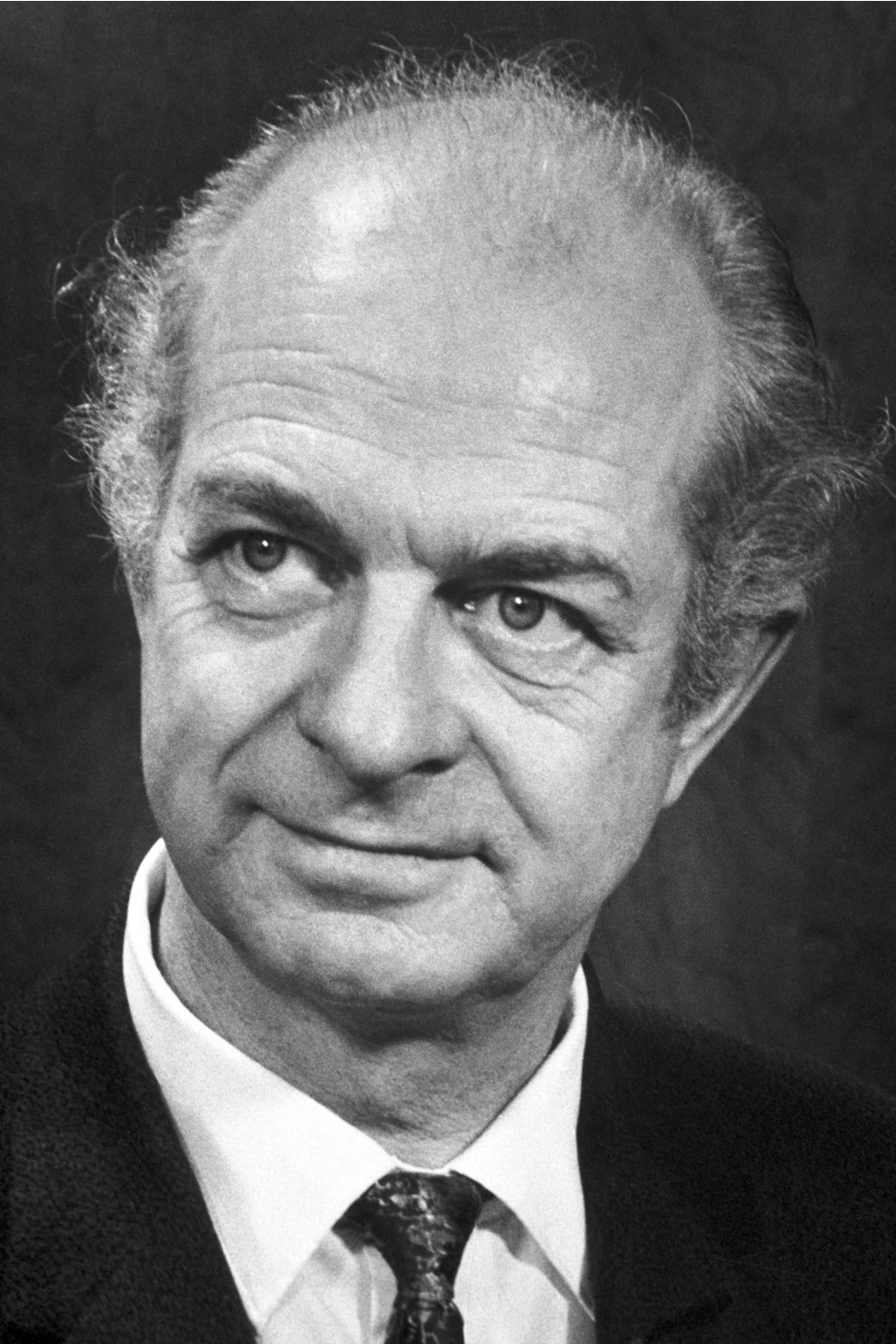
라이너스 폴링

### 1월
- 1월 17일 - 대한민국의 외교관, 정치인 정일권. (1917년~)
- 1월 18일 - 대한민국의 목사, 종교인, 사회운동가 문익환. (1918년~)

### 2월
- 2월 7일 - 폴란드의 작곡가 비톨트 루토스와프스키. (1913년~)
- 2월 11일 - 오스트리아의 과학 철학자 파울 파이어아벤트. (1924년~)
- 2월 18일 - 대한민국의 신흥종교 연구가 탁명환. (1937년~)

### 3월
- 3월 6일 - 그리스의 배우 멜리나 메르쿠리. (1920년~)

### 4월
- 4월 5일 - 미국의 록그룹 너바나의 커트 코베인. (1967년~)
- 4월 13일 - 일본의 무술가 이노우에 노리아키. (1902년~)
- 4월 16일 - 미국의 소설가, 작가 랠프 엘리슨. (1914년~)
- 4월 22일 - 미국의 제37대 대통령 리처드 닉슨. (1913년~)
- 4월 30일 - 대한민국의 교육자, 물리학자 김호길. (1933년~)

### 5월
- 5월 1일 - 브라질의 자동차 경주 선수 아이르통 세나. (1960년~)
- 5월 19일 - 미국의 존 F. 케네디의 부인 재클린 케네디 오나시스. (1929년~)
- 5월 25일 - 대한민국의 배우 조문정. (1970년~)
- 5월 29일 - 독일민주공화국의 지도자 에리히 호네커. (1912년~)

### 6월
- 6월 15일 - 대한민국의 화가 박영선. (1910년~)

### 7월
- 7월 2일 - 콜롬비아의 축구 선수 안드레스 에스코바르. (1967년~)
- 7월 8일 - 조선민주주의인민공화국의 주석 김일성. (1912년~)

### 8월
- 8월 1일 - 대한민국의 영화배우 석광렬. (1968년~)
- 8월 19일 - 미국의 물리화학자 라이너스 폴링. (1901년~)

### 9월
- 9월 7일 - 영국의 영화감독 테런스 영. (1915년~)
- 9월 11일 - 미국의 배우 제시카 탠디. (1909년~)

### 10월
- 10월 20일
  - 미국의 배우 버트 랭커스터. (1913년~)
  - 러시아의 영화감독 세르게이 본다르추크. (1920년~)
- 10월 24일 - 푸에르토리코의 배우 라울 훌리아. (1940년~)

### 11월
- 11월 12일 - 미국의 육상 선수 윌마 루돌프. (1940년~)
- 11월 15일 - 구 소련의 정치인 블라디미르 이바시코. (1932년~)
- 11월 17일 - 대한민국의 만화가 신동우. (1936년~)
- 11월 28일 - 미국의 반전운동 지도자, 기업인 제리 루빈. (1938년~)

### 12월
- 12월 20일 - 미국의 정치인 딘 러스크. (1909년~)

## 노벨상
- 경제학상: 존 C. 하사니, 존 F. 내시, 라인하르트 젤텐.
- 문학상: 오에 겐자부로.
- 물리학상: 버트럼 N. 브록하우스, 클리퍼드 G. 셜.
- 생리학 및 의학상: 앨프레드 G. 길먼, 마틴 로드벨.
- 평화상: 야세르 아라파트, 시몬 페레스, 이츠하크 라빈.
- 화학상: 조지 A. 올라.

## 달력
| 1월 |    |    |    |    |    |    |
| 일  | 월 | 화 | 수 | 목 | 금 | 토 |
|     |    |    |    |    |    | 1  |
| 2   | 3  | 4  | 5  | 6  | 7  | 8  |
| 9   | 10 | 11 | 12 | 13 | 14 | 15 |
| 16  | 17 | 18 | 19 | 20 | 21 | 22 |
| 23  | 24 | 25 | 26 | 27 | 28 | 29 |
| 30  | 31 |    |    |    |    |    |

| 2월 |    |    |    |    |    |    |
| 일  | 월 | 화 | 수 | 목 | 금 | 토 |
|     |    | 1  | 2  | 3  | 4  | 5  |
| 6   | 7  | 8  | 9  | 10 | 11 | 12 |
| 13  | 14 | 15 | 16 | 17 | 18 | 19 |
| 20  | 21 | 22 | 23 | 24 | 25 | 26 |
| 27  | 28 |    |    |    |    |    |

| 3월 |    |    |    |    |    |    |
| 일  | 월 | 화 | 수 | 목 | 금 | 토 |
|     |    | 1  | 2  | 3  | 4  | 5  |
| 6   | 7  | 8  | 9  | 10 | 11 | 12 |
| 13  | 14 | 15 | 16 | 17 | 18 | 19 |
| 20  | 21 | 22 | 23 | 24 | 25 | 26 |
| 27  | 28 | 29 | 30 | 31 |    |    |

| 4월 |    |    |    |    |    |    |
| 일  | 월 | 화 | 수 | 목 | 금 | 토 |
|     |    |    |    |    | 1  | 2  |
| 3   | 4  | 5  | 6  | 7  | 8  | 9  |
| 10  | 11 | 12 | 13 | 14 | 15 | 16 |
| 17  | 18 | 19 | 20 | 21 | 22 | 23 |
| 24  | 25 | 26 | 27 | 28 | 29 | 30 |

| 5월 |    |    |    |    |    |    |
| 일  | 월 | 화 | 수 | 목 | 금 | 토 |
| 1   | 2  | 3  | 4  | 5  | 6  | 7  |
| 8   | 9  | 10 | 11 | 12 | 13 | 14 |
| 15  | 16 | 17 | 18 | 19 | 20 | 21 |
| 22  | 23 | 24 | 25 | 26 | 27 | 28 |
| 29  | 30 | 31 |    |    |    |    |

| 6월 |    |    |    |    |    |    |
| 일  | 월 | 화 | 수 | 목 | 금 | 토 |
|     |    |    | 1  | 2  | 3  | 4  |
| 5   | 6  | 7  | 8  | 9  | 10 | 11 |
| 12  | 13 | 14 | 15 | 16 | 17 | 18 |
| 19  | 20 | 21 | 22 | 23 | 24 | 25 |
| 26  | 27 | 28 | 29 | 30 |    |    |

| 7월 |    |    |    |    |    |    |
| 일  | 월 | 화 | 수 | 목 | 금 | 토 |
|     |    |    |    |    | 1  | 2  |
| 3   | 4  | 5  | 6  | 7  | 8  | 9  |
| 10  | 11 | 12 | 13 | 14 | 15 | 16 |
| 17  | 18 | 19 | 20 | 21 | 22 | 23 |
| 24  | 25 | 26 | 27 | 28 | 29 | 30 |
| 31  |    |    |    |    |    |    |

| 8월 |    |    |    |    |    |    |
| 일  | 월 | 화 | 수 | 목 | 금 | 토 |
|     | 1  | 2  | 3  | 4  | 5  | 6  |
| 7   | 8  | 9  | 10 | 11 | 12 | 13 |
| 14  | 15 | 16 | 17 | 18 | 19 | 20 |
| 21  | 22 | 23 | 24 | 25 | 26 | 27 |
| 28  | 29 | 30 | 31 |    |    |    |

| 9월 |    |    |    |    |    |    |
| 일  | 월 | 화 | 수 | 목 | 금 | 토 |
|     |    |    |    | 1  | 2  | 3  |
| 4   | 5  | 6  | 7  | 8  | 9  | 10 |
| 11  | 12 | 13 | 14 | 15 | 16 | 17 |
| 18  | 19 | 20 | 21 | 22 | 23 | 24 |
| 25  | 26 | 27 | 28 | 29 | 30 |    |

| 10월 |    |    |    |    |    |    |
| 일   | 월 | 화 | 수 | 목 | 금 | 토 |
|      |    |    |    |    |    | 1  |
| 2    | 3  | 4  | 5  | 6  | 7  | 8  |
| 9    | 10 | 11 | 12 | 13 | 14 | 15 |
| 16   | 17 | 18 | 19 | 20 | 21 | 22 |
| 23   | 24 | 25 | 26 | 27 | 28 | 29 |
| 30   | 31 |    |    |    |    |    |

| 11월 |    |    |    |    |    |    |
| 일   | 월 | 화 | 수 | 목 | 금 | 토 |
|      |    | 1  | 2  | 3  | 4  | 5  |
| 6    | 7  | 8  | 9  | 10 | 11 | 12 |
| 13   | 14 | 15 | 16 | 17 | 18 | 19 |
| 20   | 21 | 22 | 23 | 24 | 25 | 26 |
| 27   | 28 | 29 | 30 |    |    |    |

| 12월 |    |    |    |    |    |    |
| 일   | 월 | 화 | 수 | 목 | 금 | 토 |
|      |    |    |    | 1  | 2  | 3  |
| 4    | 5  | 6  | 7  | 8  | 9  | 10 |
| 11   | 12 | 13 | 14 | 15 | 16 | 17 |
| 18   | 19 | 20 | 21 | 22 | 23 | 24 |
| 25   | 26 | 27 | 28 | 29 | 30 | 31 |

### 음·양력 대조 일람
| 음력월 | 월건 | 대소 | 음력 1일의 양력 월일 | 음력 1일 간지 |
| ------ | ---- | ---- | -------------------- | ------------- |
| 1월    | 병인 | 대   | 2월 10일             | 정묘          |
| 2월    | 정묘 | 대   | 3월 12일             | 정유          |
| 3월    | 무진 | 대   | 4월 11일             | 정묘          |
| 4월    | 기사 | 소   | 5월 11일             | 정유          |
| 5월    | 경오 | 대   | 6월 9일              | 병인          |
| 6월    | 신미 | 소   | 7월 9일              | 병신          |
| 7월    | 임신 | 대   | 8월 7일              | 을축          |
| 8월    | 계유 | 소   | 9월 6일              | 을미          |
| 9월    | 갑술 | 소   | 10월 5일             | 갑자          |
| 10월   | 을해 | 대   | 11월 3일             | 계사          |
| 11월   | 병자 | 소   | 12월 3일             | 계해          |
| 12월   | 정축 | 대   | 1995년 1월 1일       | 임진          |